# 第123步兵師 (德國國防軍)
第123步兵師（德語：123. Infanterie-Division）是納粹德國國防軍陸軍的一個步兵師。該師於1940年10月組建。
該師組建後，首次作戰為參與1941年6月的巴巴羅薩行動。此後該師一直在東線作戰。
該師於1944年2月第聶伯河-喀爾巴阡山脈攻勢期間受重創，最後於同年3月解散，其殘部歸入其他部隊。

## 隶属和战斗区域
| 季度       | 军     | 集团军        | 集团军群 | 战斗区域           |
| ---------- | ------ | ------------- | -------- | ------------------ |
| 1940年11月 | 第20军 | 第11集团军    | C        | 勃兰登堡           |
| 1941年4月  | 第10军 | 第18集团军    | B        | 东普鲁士           |
| 1941年5月  | 第27军 | 第16集团军    | C        | 东普鲁士           |
| 1941年6月  | 第27军 | 第16集团军    | 北方     | 謝別日             |
| 1941年8月  | 第2军  | 第16集团军    | 北方     | 傑米揚斯克         |
| 1943年1月  | 第2军  | 第16集团军    | 北方     | 傑米揚斯克、霍爾姆 |
| 1943年9月  | 预备役 | 第16集团军    | 北方     | 霍爾姆             |
| 1943年10月 | 第17军 | 第1装甲集团军 | 南方     | 扎波罗热           |
| 1944年1月  | 第17军 | 第6集团军     | 南方     | 扎波罗热           |
| 1944年2月  | 第30军 | 第6集团军     | 南方     | 扎波罗热           |
| 1944年3月  | 第57军 | 第6集团军     | A        | 克里维里赫         |

## 註腳
1. ↑  Mitcham（2007年）